# You Are Not Alone
You Are Not Alone è una canzone del cantante statunitense Michael Jackson scritta da R. Kelly e pubblicata dalla Sony Music il 15 agosto 1995 come secondo singolo estratto dall'album HIStory: Past, Present and Future - Book I.
La maggioranza della critica nei confronti della canzone è stata positiva, infatti ricevette diverse nomination tra le quali due ai Grammy e agli American Music Award. Il video musicale, con Jackson e la sua allora moglie, Lisa Marie Presley, fece scalpore per le sue scene di semi-nudità.
Dal lato commerciale, la canzone ha avuto un significativo successo. Detiene, infatti, il primato nel Guinness dei primati come la prima canzone in quasi 35 anni di storia della Billboard Hot 100 ad aver esordito direttamente in prima posizione. Successivamente fu certificata Disco di platino dalla RIAA. La canzone ebbe molto successo anche in tutti gli altri principali mercati musicali del mondo.
Nel 2006 è stata ripubblicata nella raccolta Visionary: The Video Singles, rientrando anche in alcune classifiche, mentre nel 2011 è stata inserita una nuova versione remixata della canzone nell'album Immortal, colonna sonora del Michael Jackson: The Immortal World Tour del Cirque du Soleil.

## Descrizione
La canzone è una ballata di genere R&B sull'amore e sull'isolamento, scritta da R. Kelly in risposta alla perdita di persone a lui molto care. Jackson aveva contattato R. Kelly per vedere se il collega aveva materiale a disposizione e ricevette alcune demo, tra le quali vi era You Are Not Alone (nella demo Kelly cantava la canzone emulando Jackson), la quale piacque molto a Jackson che decise così di produrla assieme a Kelly.
Kelly era felice ed entusiasta di lavorare con il suo idolo ed ebbe a dichiarare:
()
Jackson ha spiegato che la canzone gli è piaciuta subito, ma l'ha ascoltata due volte prima di prendere la decisione finale. Anche se la canzone è stata scritta da Kelly, Jackson riteneva che la produzione sarebbe dovuta essere uno sforzo collaborativo tra i due musicisti. Il nastro inviato a lui non aveva né armonia né modulazioni, per questo motivo Jackson migliorò la canzone aggiungendo un coro nella parte finale e conferendo alla canzone finale un senso del climax. I due trascorsero l'ultima settimana di novembre del 1994 in studio lavorando sulla canzone.

### Accusa di plagio
Nel 2007 un tribunale di Bruxelles ha stabilito che la canzone è un plagio di una canzone belga intitolata If We Can Start All Over, composta dai fratelli Danny e Eddy Van Passel. La querela era in corso da oltre dieci anni. Si è conclusa decidendo che, solo nel paese, gli incassi del brano devono andare ai fratelli Van Passel. La sentenza non ha effetto fuori dal Belgio.
Questo caso è diverso rispetto a quello del brano Will You Be There, quando Jackson venne accusato dal cantante italiano Al Bano Carrisi di aver plagiato la sua I cigni di Balaka, in quanto You Are Not Alone è stata scritta e composta solo da R. Kelly (Michael Jackson l'ha solo interpretata e prodotta), e pertanto Jackson era all'oscuro del plagio.

## Accoglienza
James Hunter di Rolling Stone notò come «l'eccellente singolo Scream o la ballata R&B You Are Not Alone cercano di collegare le vicende infami recenti riguardanti Jackson con concetti come ingiustizia o isolamento». John Pareless del New York Times disse che You Are Not Alone era l'unica canzone d'amore convenzionale in HIStory, confrontandola con la canzone Hero di Mariah Carey. Fred Shuster del Daily News of Los Angeles ha dichiarato che la canzone «è la migliore dell'album». Al contrario Steve Holsey, pur dando all'album una valutazione positiva, ha descritto la canzone come «la peggiore dell'album», definendo il testo «banale» e sotto gli standard di Jackson.
In tempi più recenti Stephen Thomas Erlewine di Allmusic ha espresso l'opinione che You Are Not Alone era tra le migliori canzoni che Jackson avesse pubblicato, giudicando la canzone «seducente». Il critico R&B Nelson George ha definito invece la canzone come «amorevole». Lo scrittore, giornalista e biografo di Jackson, J. Randy Taraborrelli ha dichiarato che la canzone «rimane una delle canzoni migliori di Michael ... Durante l'ascolto di You Are Not Alone, ci si chiede quante volte Michael ha cercato di dire a se stesso, durante i suoi momenti più disperati e angoscianti, che era aiutato nella sua vita, da una grande potenza, o dagli amici e famiglia, se effettivamente ci ha creduto o meno».
You Are Not Alone ha ricevuto una nomination agli American Music Award e una nomination ai Grammy Awards contemporaneamente per la Migliore performance vocale.

## Video musicale

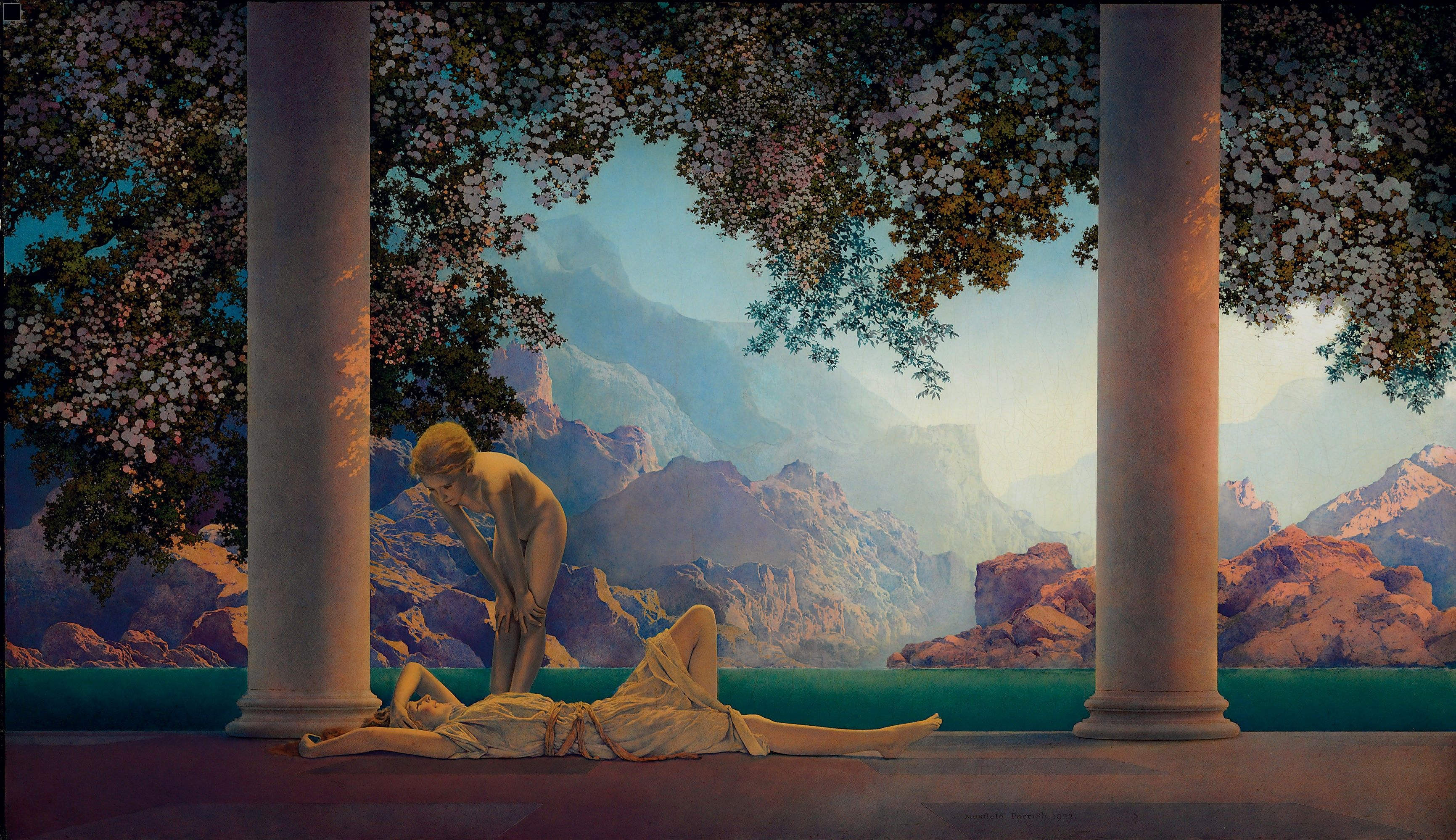
Il dipinto Daybreak del 1922, che ha ispirato l'ambientazione del video

Il videoclip del brano è stato diretto da Wayne Isham e inizia con dei paparazzi che scattano foto a Jackson. Il resto del video è ambientato principalmente in due luoghi: un tempio dove Jackson appare in una scena di semi-nudo assieme all'allora consorte, Lisa Marie Presley (tale scena è ispirata al dipinto Daybreak di Maxfield Parrish) e un teatro vuoto (il Pantages Theatre di Hollywood, Los Angeles) dove Jackson canta gran parte della canzone.
Jackson appare da solo in altri luoghi come deserti e cime di montagne. È il secondo video in cui Jackson appare coi capelli corti e lisci, dopo Childhood. La versione estesa, presente solo nella VHS e nel DVD HIStory on Film, Volume II, è nota per alcune scene aggiuntive dove Jackson appare come un angelo con tanto di ali bianche, incluse alcune scene ambientate in un piccolo lago sotto ad una cascata, in cui il cantante appare nudo con le parti intime coperte dall'acqua.

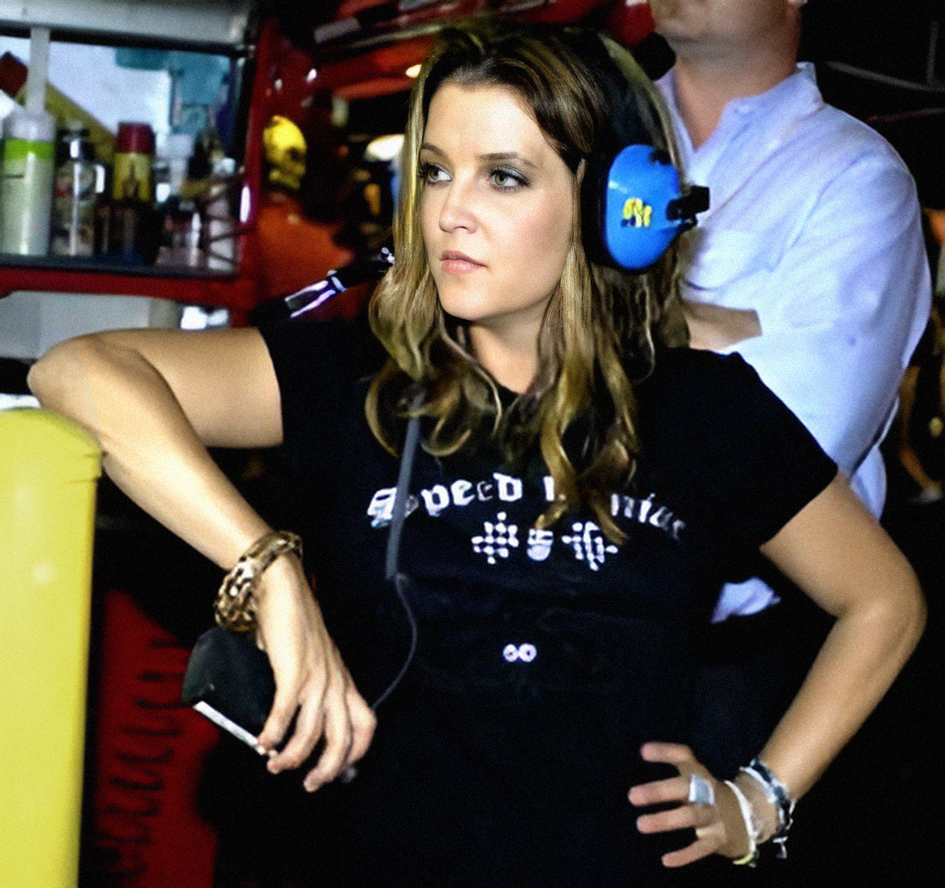
Lisa Marie Presley

In una scena in seguito censurata del video, mostrata inizialmente da alcune televisioni dell'epoca, era possibile intravedere alcune parti intime del cantante sotto al drappo bianco che avrebbe dovuto nasconderle, ma poco dopo venne sostituita con una nuova versione dove vennero usati degli effetti speciali per coprire tali parti intime.
Malgrado diede alla canzone una recensione positiva, il biografo Taraborelli disse del video «l'unico problema di You Are Not Alone è il bizzarro video, nel quale Michael e Lisa Marie salterellano seminudi contro un etereo sfondo... La semi-nudità non aveva senso ed era un po' sconcertante; si avvertiva il desiderio che si rivestissero». Successivamente la Presley espresse dei rimpianti per essere apparsa seminuda nel video, ammettendo però «Era fantastico essere in un video di Michael Jackson».

## Tracce
CD maxi Stati Uniti/Canada
1. You Are Not Alone – 5:48
2. You Are Not Alone (Radio Edit) – 4:54
3. You Are Not Alone (Franctified Club Mix) – 10:40
4. You Are Not Alone (Scream Louder Flyte Tyme Remix) – 5:30
5. You Are Not Alone (MJ Megaremix) – 10:33

CD maxi Giappone
1. You Are Not Alone – 5:48
2. You Are Not Alone (Radio Edit) – 4:54
3. You Are Not Alone (Franctified Club Mix) – 10:40
4. You Are Not Alone (R. Kelly Mix) – 6:23
5. You Are Not Alone (Classic Club Mix) – 7:40
6. You Are Not Alone (Jon B. Main Mix) – 6:55
7. You Are Not Alone (Jon B. Padapella Mix) – 6:55

CD maxi Austria
1. You Are Not Alone – 5:48
2. You Are Not Alone (Radio Edit) – 4:54
3. You Are Not Alone (Franctified Club Mix) – 10:40
4. You Are Not Alone (Classic Club Mix) – 7:40
5. You Are Not Alone (Jon B. Main Mix) – 6:55
6. You Are Not Alone (Jon B. Padapella Mix) – 6:55
7. You Are Not Alone (MJ Medley Aus Dem Viva) – 4:59

The Visionary Single
1. You Are Not Alone (Radio Edit) – 4:34
2. You Are Not Alone (Classic Club Mix) – 7:36
3. You Are Not Alone (Video)

### Versioni ufficiali
1. You Are Not Alone (Album Version) – 5:45
2. You Are Not Alone (Album Edit) – 4:54
3. You Are Not Alone (Extended Version) – 6:02
4. You Are Not Alone (Instrumental) – 5:38
5. You Are Not Alone (Radio Edit) – 4:34
6. You Are Not Alone (Video Edit) – 5:32

## Successo commerciale
You Are Not Alone rimane uno dei singoli di maggiore successo di Michael Jackson in termini di vendite. Esso appare nel Guinness dei primati come la prima canzone di sempre ad esordire alla prima posizione sulla Billboard Hot 100. Le vendite negli Stati Uniti superarono il milione di copie in pochi mesi, pertanto il singolo venne certificato platino dalla RIAA nel 1995. Il singolo infranse il record detenuto dal precedente singolo di Michael e Janet Jackson, Scream/Childhood, il quale fu il primo singolo a debuttare direttamente alla posizione numero 5. Ha inoltre raggiunto la posizione uno nel Regno Unito dopo un esordio alla posizione 3 nella prima settimana.

## Classifiche

### Classifiche settimanali
| Classifica (1995)                | Posizione massima |
| -------------------------------- | ----------------- |
| Australia                        | 7                 |
| Austria                          | 2                 |
| Belgio (Fiandre)                 | 3                 |
| Belgio (Vallonia)                | 1                 |
| Canada                           | 11                |
| Danimarca                        | 2                 |
| Europa                           | 1                 |
| Finlandia                        | 10                |
| Francia                          | 1                 |
| Germania                         | 4                 |
| Irlanda                          | 1                 |
| Italia                           | 3                 |
| Norvegia                         | 9                 |
| Nuova Zelanda                    | 1                 |
| Paesi Bassi                      | 6                 |
| Regno Unito                      | 1                 |
| Stati Uniti                      | 1                 |
| Stati Uniti (adult contemporary) | 7                 |
| Stati Uniti (adult pop)          | 8                 |
| Stati Uniti (dance club)         | 3                 |
| Stati Uniti (dance/electronic)   | 3                 |
| Stati Uniti (pop)                | 4                 |
| Stati Uniti (R&B)                | 1                 |
| Stati Uniti (rhythmic)           | 1                 |
| Svezia                           | 2                 |
| Svizzera                         | 1                 |
| Classifica (2006)                | Posizione massima |
| Francia                          | 60                |
| Irlanda                          | 20                |
| Paesi Bassi                      | 45                |
| Regno Unito                      | 30                |
| Spagna                           | 1                 |
| Classifica (2009)                | Posizione massima |
| Australia                        | 22                |
| Austria                          | 26                |
| Danimarca                        | 33                |
| Germania                         | 33                |
| Italia                           | 5                 |
| Nuova Zelanda                    | 12                |
| Paesi Bassi                      | 26                |
| Regno Unito                      | 35                |
| Stati Uniti (digital)            | 17                |
| Svezia                           | 37                |
| Svizzera                         | 16                |

### Classifiche di fine anno
| Classifica (1995) | Posizione |
| ----------------- | --------- |
| Australia         | 10        |
| Austria           | 27        |
| Belgio (Fiandre)  | 33        |
| Belgio (Vallonia) | 11        |
| Canada            | 96        |
| Francia           | 10        |
| Germania          | 30        |
| Italia            | 45        |
| Nuova Zelanda     | 15        |
| Paesi Bassi       | 26        |
| Regno Unito       | 9         |
| Stati Uniti       | 21        |
| Svezia            | 27        |
| Svizzera          | 20        |

## Cover

### Cover dei finalisti di X Factor UK 2009
I finalisti della sesta edizione di The X Factor (Regno Unito) hanno pubblicato una cover della canzone in aiuto al Great Ormond Street Hospital. I finalisti hanno pubblicizzato la canzone dal vivo durante la puntata del 15 novembre; il singolo era disponibile per il download digitale lo stesso giorno e una versione in supporto il giorno dopo. La pubblicazione della canzone segue un fatto avvenuto lo scorso anno, quando i finalisti hanno pubblicato una cover di Hero di Mariah Carey in aiuto del Help of Heroes ed hanno ricavato oltre 1 milione di sterline.

### Classifiche

#### Classifiche settimanali
| Classifica (2009) | Posizione massima |
| ----------------- | ----------------- |
| Irlanda           | 1                 |
| Regno Unito       | 1                 |

#### Classifiche di fine anno
| Classifica (2009) | Posizione |
| ----------------- | --------- |
| Regno Unito       | 28        |